# Намдапха (национальный парк)
Намдапха (англ. Namdapha National Park, хинди नमदाफा राष्ट्रीय उद्यान) — национальный парк на северо-востоке Индии. Расположен в округе Чангланг штата Аруначал-Прадеш, недалеко от границы с Мьянмой. Это третий крупнейший национальный парк Индии и крупнейшая природоохранная территория в Восточных Гималаях. Площадь парка составляет 1985 км², из которых 177 км² — буферная зона.
Национальный парк находится между хребтом Дапхабум холмов Мишми и хребтом Паткай. Высота территории над уровнем моря изменяется от 200 до 4571 м. Парк является самым северным в мире местом распространения низменных вечнозелёных дождевых лесов, кроме того, он известен обширными диптерокарповыми лесами. В парке произрастают такие паразитические растения как Sapria himalayana и Balanophora, которые являются родственниками раффлезии.
Из встречающихся в парке хищников можно отметить ирбиса, дымчатого леопарда, обычного леопарда, тигра, красного волка, гималайского медведя, губача, малайского медведя, малую панду, желтогрудую куницу, пятнистого линзанга, бинтуронга и др. Крупные травоядные включают слонов, диких кабанов, индийского мунтжака, свиного оленя, индийского замбара, гаура, такина, нахура. В парке обитает 7 видов приматов, включая медвежьего макака, толстого лори, хулока, хохлатого тонкотела, горного резуса и макака-резуса.